# 京都教育大学附属高等学校
京都教育大学附属高等学校（きょうときょういくだいがくふぞくこうとうがっこう）は、京都府京都市伏見区深草越後屋敷町に所在する国立高等学校。

## 概要
京都教育大学の附属学校である。1965年（昭和40年）、京都学芸大学附属高等学校として創立。京都学芸大学附属京都中学校旧校舎（京都市北区）を仮校舎としていたが、1966年（昭和41年）、京都市伏見区深草越後屋敷町に移転、校名も「京都教育大学教育学部附属高等学校」となる。2004年（平成16年）国立大学法人化に伴い現校名となる。
京都教育大学附属京都小中学校、京都教育大学附属桃山中学校から連絡進学する生徒（計約120名）と、外部募集で入学する生徒（約40名）から構成される。
2024年（令和6年）、京都教育大学附属桃山中学校との併設型中高一貫教育校となる。
京都教育大学の附属学校として、研究に裏付けられた授業を行い、自ら目標を立て、課題を設定し、調べ、考察する学習を行っている。大学進学を意識しており、高2からはサイエンスコース (S) とグローバルコース (G) を選択する。2018年度入学生迄は、上記2クラスの他にSクラス（深い探求と高度な演習）とAクラス（学習状況を踏まえ、効果的な探求と演習）の2×2=4つの選択制を実施していた。
2002年（平成14年）に自然科学コースを設置し、以来、文部科学省のスーパーサイエンスハイスクール (SSH) の認定を4期連続で2019年度まで受けていた。

## 沿革
（沿革節の主要な出典は公式サイト）
- 1965年（昭和40年）：京都学芸大学附属高等学校創立
- 1966年（昭和41年）：京都教育大学教育学部附属高等学校に校名変更
- 2002年（平成14年）
  - 自然科学コース設置
  - 文部科学省よりスーパーサイエンスハイスクール (SSH) 研究開発指定（3年間、2005年・2010年・2015年にも継続して指定）
- 2004年（平成16年）：国立大学法人化に伴い「京都教育大学附属高等学校」と改称
- 2014年（平成26年）：文部科学省より英語教育強化地域拠点事業研究開発指定
- 2016年（平成28年）：文部科学省よりスーパーグローバルハイスクール (SGH) アソシエイト 研究開発指定
- 2024年（令和6年）：京都教育大学附属桃山中学校との併設型中高一貫教育校化[1][2][3][4]

## 所在地
- 京都市伏見区深草越後屋敷町111

## 象徴
校章
橘の実が図案化されている。古来、橘の実は「非時香実（ときじくのかぐのこのみ）」とも呼ばれ、夏に実り、秋冬もなお木にあって爽やかな香りを放つ。橘の校章には、地に着いた研鑽による結実と、いつまでも変わらずに香気を放つ人間として社会に貢献できる人材を育てたいという本校の思いが込められている。
制服
男子は学ラン、女子はブレザーである。

## 活動
- 高校生模擬裁判選手権 - 東西対抗決戦勝利、日本一（2008年、2016年）
- ロボカップジュニア - 2011年 Soccer B 日本一、Soccer B SuperTeam 世界2位、2012年 Soccer B SuperTeam 世界3位
- グローバル・エンタープライズ・チャレンジ (GEC) - 2013年 アジア大会優勝

## 遺構

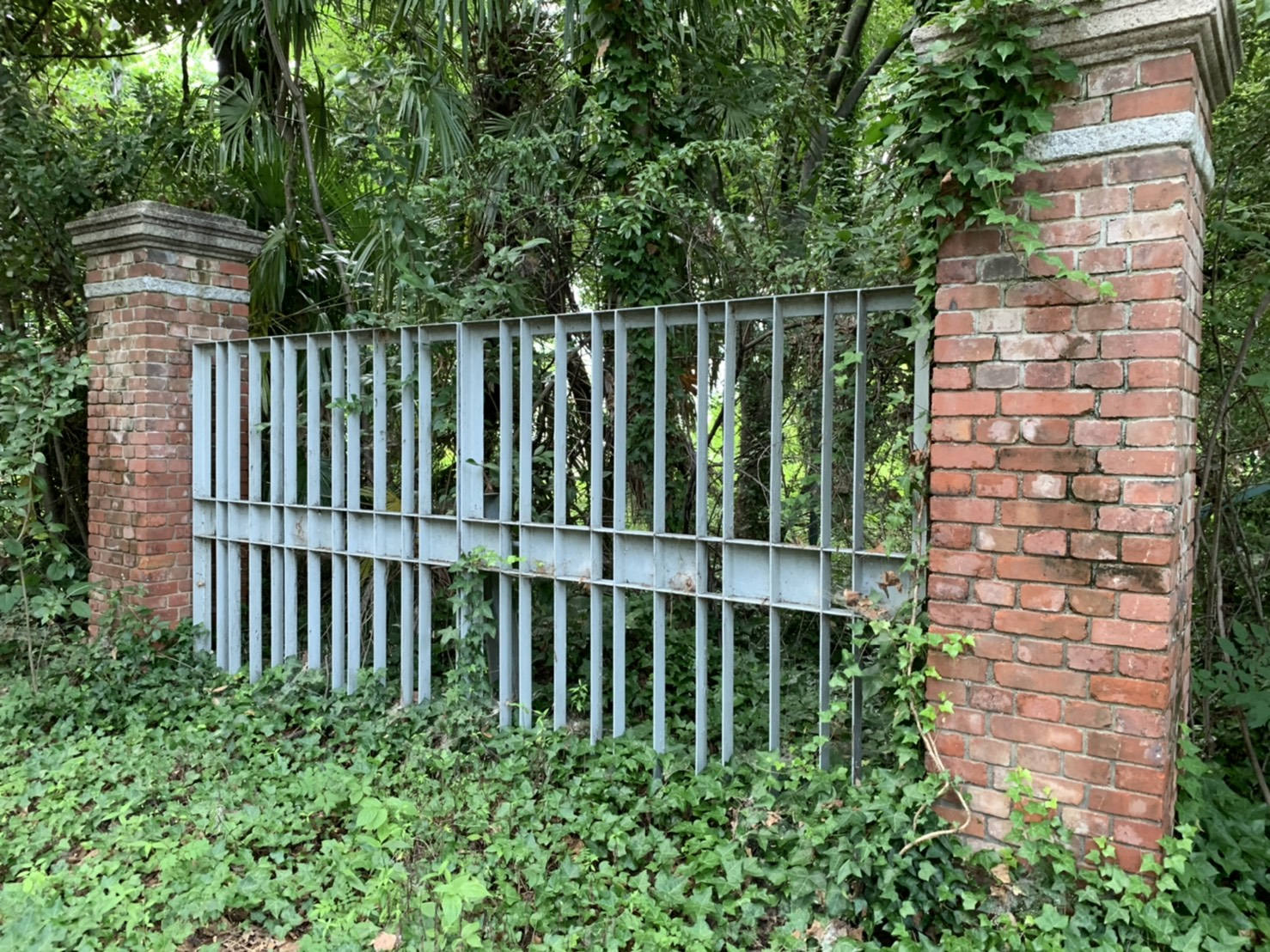
保存されている南門

大日本帝国陸軍第16師団司令部ならびに一部の隷下部隊・施設は京都市伏見区内に設置されていた。その名残で、京都教育大学附属高校の敷地は、師団隷下部隊である輜重兵（しちゅうへい）第16部隊跡地が使われている。輜重兵第16部隊の南門と歩哨舎は京都市消防学校の移設に伴い、元陸軍第十六師団輜重部隊の遺跡を保存する会によって高校の敷地に移設された。移設場所は、墨染通りから高校へ続く道、通称京教ロードの西側にある。

## 著名な出身者

### 学術
- 磯村保 - 早稲田大学法学部教授、神戸大学名誉教授
- 小谷賢 - 日本大学危機管理学部教授
- 佐藤文彦 - 京都大学大学院生命科学研究科教授
- 高橋良和 - 京都大学教授
- 中條善樹 - 京都大学教授、日本化学会筆頭副会長[6]
- 日置弘一郎 - 就実大学経営学部教授、京都大学名誉教授
- 中村伊知哉 - 慶應義塾大学教授
- 早川聞多 - 国際日本文化研究センター教授[6]
- 福田眞人 - 名古屋大学教授、比較文化、医学史
- 待鳥聡史 - 京都大学大学院法学研究科教授
- 三野徹 - 公立鳥取環境大学環境マネジメント学科教授、京都大学名誉教授、環境学者
- 鷲田清一 - 第16代大阪大学総長、哲学者[7]

### 政治
- 奥村祥大 - 国民民主党参議院議員
- 前原誠司 - 日本維新の会衆議院議員、元外務大臣、元国土交通大臣、元民進党代表[8]

### その他
- 伊原純一 - 外交官、駐フランス大使、外務省アジア大洋州局長
- 金尾健司 - 水資源機構理事長、元国土交通省水管理・国土保全局長
- 吉村宗一 - 日本貿易振興機構理事、前大阪税関長
- 藤山雅行 - 名古屋高等裁判所判事
- 井口博 - 弁護士、元大阪地方裁判所判事、法務省司法試験考査委員
- 安田育生 - 元リーマン・ブラザーズ日本代表[8]
- 植木義晴 - 日本航空 (JAL) 代表取締役社長[8][6]
- 大倉治彦 - 月桂冠代表取締役社長、日本酒造組合中央会会長、京都経済同友会代表幹事[8][6]
- 土井伸宏 - 京都銀行頭取[8]
- 増田寿幸 - 京都信用金庫理事長、元京都経済同友会代表幹事[9]
- 山口俊比古 - 阪急阪神百貨店社長、日本百貨店協会副会長[8]
- 内田隆 - 京都青果合同代表取締役社長、京都経済同友会代表幹事[10]
- 鴻池一季 - 鴻池組名誉会長、元取締役社長[8][6]
- 鈴木順也 - NISSHA代表取締役社長兼最高経営責任者[8][6]
- 村田大介 - 村田機械代表取締役社長、京都経済同友会代表幹事[8][6]
- 内原智史 - 照明デザイナー、内原智史デザイン事務所代表取締役、NHKプロフェッショナル 仕事の流儀出演[6]
- 山村紅葉 - 女優。推理作家山村美紗の娘[8][6][11]
- 千宗室 - 茶道裏千家家元（16代）[8][6]
- 竹若元博 - お笑い芸人、バッファロー吾郎[11]
- 小幡真一郎 - 日本サッカー協会審判委員会副委員長、元本校教員[6]
- 影山日出夫 - 元NHK解説副委員長
- 梶田真章 - 法然院貫主[6]
- 吾奏伸 - 映像作家、戯設立
- ハタヤテツヤ - 音楽家
- 立本信吾 - フジテレビアナウンサー
- BONNIE PINK - シンガーソングライター[8]
- 堀井憲一郎 - フリーライター[6]
- 藤田雅矢 - SF作家、植物育種家
- 江尻立真 - 漫画家